# Faristodiplosis urceolata
Faristodiplosis urceolata är en tvåvingeart som beskrevs av Fedotova 2006. Faristodiplosis urceolata ingår i släktet Faristodiplosis och familjen gallmyggor. Inga underarter finns listade i Catalogue of Life.